# Thalpophila trescoensis
Thalpophila trescoensis là một loài bướm đêm trong họ Noctuidae.